# Lope de Rueda
Lope de Rueda (asi 1505<1510 - asi 1565) byl španělský dramatik a herec.

## Život a dílo
Původně byl v Seville zlatníkem, přidal se ale ke kočovné herecké společnosti. Mimo jiné i díky Ruedově velkému hereckému talentu byla jeho společnost velmi úspěšná, jeho herecké i dramatické umění chválili i král Filip II. a sám Cervantes. Rueda se později stal ředitelem společnosti a jako takový začal psát také vlastní divadelní hry, kterých napsal celou řadu. Jde převážně o komedie nebo mezihry, často veršované (např. Eufemia, Armelina, Medora, Los Engańos, Timbria, Camila, Prendas da Amore), které přes často nepůvodní zápletku, převzatou z jiného díla, líčí velmi vtipně, s propracovanou charakteristikou postav a bohatým lidovým jazykem život v soudobém Španělsku. Mnoho z jeho her se samozřejmě ztratilo. Ve své době byly velmi ceněny také jednotlivé lyrické nebo bukolické pasáže z jeho her. Rueda patří k zakladatelům španělského dramatu, jeho hry vycházejí z latinských a renesančních italských tradic a velmi ovlivnily celou pozdější španělskou dramatiku.